# Agrostis tandilensis
Agrostis tandilensis é uma espécie de gramínea do gênero Agrostis, pertencente à família Poaceae.